# 広島県道332号吉川西条線
広島県道332号吉川西条線（ひろしまけんどう332ごう よしかわさいじょうせん）は、東広島市八本松町吉川と東広島市西条町寺家を結ぶ一般県道である。

## 概要
東広島市八本松町吉川から東広島市西条町寺家に至る。東広島市中心部と東広島市南西部を結ぶ路線。
1996年（平成8年）に本路線の北側に並行していた広島県道337号原西条線（2001年（平成13年）廃止）の代わりとして認定された。広島県道335号津江八本松線から332号が分岐するのはそのためである。起点で接続する広島県道335号津江八本松線と合わせて、西条・広島大学方面と阿戸・熊野方面とを結ぶルートを構成する。

### 路線データ
- 起点：東広島市八本松町吉川（広島県道335号津江八本松線交点）
- 終点：東広島市西条町寺家（広島県道329号飯田吉行線交点）

## 歴史
- 1996年（平成8年）4月25日 - 広島県告示第469号により認定される。

## 路線状況

### 道路施設

#### 橋梁
- 河内田橋（温井川、東広島市）
- 蓮花寺橋（黒瀬川・番蔵川、東広島市）

## 地理

### 通過する自治体
- 東広島市

### 交差する道路
| 交差する道路              | 交差する場所         | 交差する場所     |
| ------------------------- | -------------------- | ---------------- |
| 広島県道335号津江八本松線 | 八本松町吉川         | 起点             |
| 広島県道67号馬木八本松線  | 西条町下見（したみ） | 下見交差点       |
| 国道2号 / 西条バイパス    | 西条町下見           | 下見（南）交差点 |
| 国道2号 / 西条バイパス    | 西条町下見           | 下見（北）交差点 |
| 国道486号                 | 西条町寺家（じけ）   | 西条西交差点     |
| 広島県道329号飯田吉行線   | 西条町寺家           | 終点             |

### 交差する鉄道
- 山陽本線

### 沿線
- 広島カンツリー倶楽部八本松コース
- 広島大学
- 西条HAKUWAホテル
- 広島県立賀茂高等学校